# Bernard Momméjat
Pas d'image ? Cliquez ici

a Compétitions nationales et continentales officielles uniquement.

b Matchs officiels uniquement.
Bernard Momméjat, né le 18 mai 1934 à Paris, mort le 9 décembre 2011 à Toulouse, est un joueur de rugby à XV international français qui évolue au poste de  deuxième ligne du milieu des années 1950 jusqu'au milieu des années 1960.
Il est formé au Stade cadurcien qui joue à partir de 1955 au plus haut niveau.
Il compte vingt-deux sélections en équipe de France entre 1958 et 1963. Il est un des acteurs de la victoire française lors de trois Tournois des Cinq Nations (1959, 1960 et 1962). Il participe à la tournée en Afrique du Sud en 1958. 

## Carrière
Bernard Momméjat est né le 18 mai 1934 à Paris. Il fait ses débuts dans le rugby à XV au Stade cadurcien. Il exerce la profession de dessinateur industriel dans le civil. 
Le Stade cadurcien est champion de France de deuxième division à la fin de la saison 1954-1955 en s'imposant le 22 mai 1955 contre le Stade hendayais sur le score de 14-0, et accède en première division.
Bernard Momméjat reçoit sa première cape à l'âge de 23 ans le 7 avril 1958 contre l'Italie, il parvient à marquer un essai et la France s'impose 11 à 3 à Naples. C'est le premier joueur du XV de France sélectionné à dépasser le mètre quatre-vingt-dix.
Lourdes s'est déplacé à Cahors quelques jours auparavant et a eu des difficultés pour s'imposer (16-12). En quatre années, les coéquipiers lotois de Bernard Momméjat sont passés de la deuxième division aux premiers rangs du rugby français sous la direction d'André Melet,, champion de France avec le Stade toulousain en 1946-1947. 

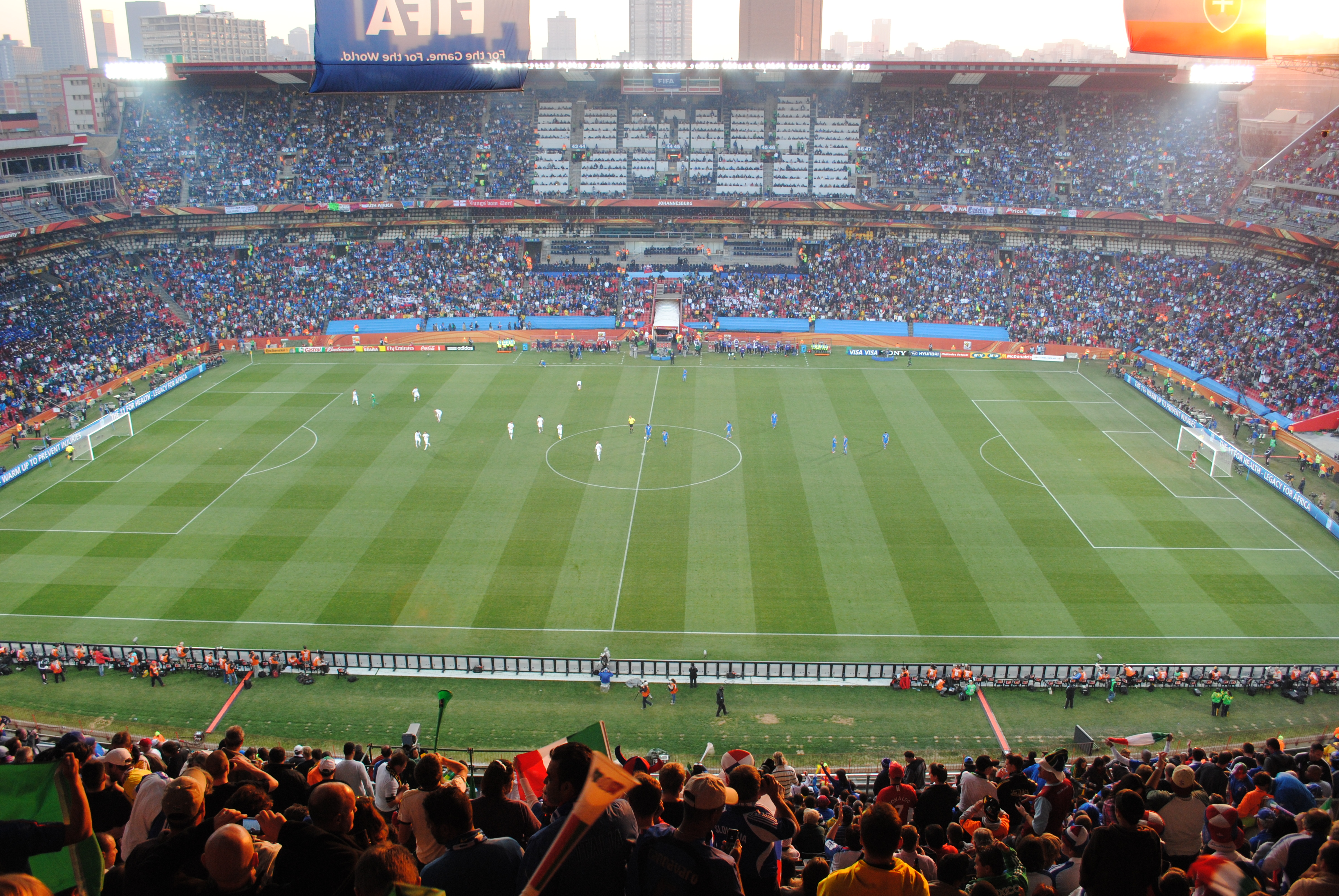
Le stade Ellis Park de Johannesbourg, ici en 2010, est le stade où s'impose 9-5 Bernard Momméjat et ses coéquipiers contre les Springboks.

Bernard Momméjat est sélectionné pour la tournée de l'équipe de France de rugby à XV en 1958 en Afrique du Sud ; il fait face aux avants Springboks apportant sa contribution dans les conquêtes en touche. Pour le journaliste et écrivain Denis Lalanne, « c'est d'ailleurs une première occasion de découvrir un aspect totalement ignoré de Mommejat, un Mommejat hargneux, batailleur, d'une superbe autorité ». Cette tournée a un grand impact en France. La première tournée d'une équipe de rugby à XV représentant la France dans une nation du Commonwealth de l'hémisphère Sud aboutit sur une victoire finale dans la série de test matchs avec une victoire et un match nul. En 1958, quand il rentre de la tournée en France, lui et Alfred Roques sont faits citoyens d'honneur de la ville de Cahors. 
Le deuxième ligne de Cahors fait partie de l'équipe de France qui gagne son premier tournoi en solitaire en 1959. Pour le premier match, le travail collectif des avants construit le succès des « Bleus » qui gagnent 9-0, sur un essai d'un avant, François Moncla. Les Français terminent seuls en tête du Tournoi, avec deux victoires, un nul et une défaite. C'est moins bien qu'en 1951, 1954 et 1955 (trois succès) mais les adversaires se sont neutralisés ; Lucien Mias dirige alors l'équipe. Pour le match décisif contre le pays de Galles, ce sont les avants qui sont à l'origine des deux essais marqués par François Moncla. À la 22e minute, Lucien Mias prend le ballon en touche, perce et donne à Moncla. En fin de match, Danos alerte le pack, Michel Crauste charge, Mias fait de même et Moncla finit le mouvement,. 
Bernard Momméjat joue plusieurs saisons à Cahors jusqu'en 1961, il rejoint alors le Sporting club albigeois, promu en première division puis il termine sa carrière sous les couleurs du Stade saint-gaudinois.
Bernard Momméjat est mort  le 9 décembre 2011 à Toulouse, à l'âge de 77 ans à l'hôpital Purpan des suites d'une attaque cérébrale.

## Palmarès

### En équipe nationale
Bernard Momméjat a remporté trois Tournois en 1959, 1960 et 1962. En 1960, c'est le Petit Chelem, une victoire sans défaite (trois matchs gagnés et un match nul). Bernard Momméjat termine une fois à la deuxième et à la troisième place.
| Édition           | Rang | Résultats France | Résultats Momméjat | Matchs Momméjat |
| ----------------- | ---- | ---------------- | ------------------ | --------------- |
| Cinq Nations 1958 | 3    | 2 v, 0 n, 2 d    | 1 v, 0 n, 0 d      | 1/4             |
| Cinq Nations 1959 | 1    | 2 v, 1 n, 1 d    | 2 v, 1 n, 1 d      | 4/4             |
| Cinq Nations 1960 | 1    | 3 v, 1 n, 0 d    | 2 v, 1 n, 0 d      | 3/4             |
| Cinq Nations 1962 | 1    | 3 v, 0 n, 1 d    | 3 v, 0 n, 1 d      | 4/4             |
| Cinq Nations 1963 | 2    | 2 v, 0 n, 2 d    | 2 v, 0 n, 1 d      | 3/4             |

Légende : v = victoire ; n = match nul ; d = défaite ; la ligne est en gras quand il y a Grand Chelem.

### En club
Avec le Stade cadurcien
- Championnat de France de deuxième division :
  - Champion (1) : 1955
- Challenge de l'espérance :
  - Vainqueur (1) : 1959
  - Finaliste (1) : 1960

## Statistiques en équipe nationale
De 1958 à 1963, Bernard Momméjat dispute 22 matchs avec l'équipe de France en marquant 2 essais soit 6 points. Il participe notamment à cinq Tournois des Cinq nations de 1958 à 1963, disputant quinze matchs avec dix victoires, deux matchs nuls et trois défaites. Il remporte trois tournois. Il participe à la tournée en Afrique du Sud en 1958.
Bernard Momméjat débute en équipe nationale à 23 ans le 7 avril 1958 et joue fréquemment au poste de deuxième ligne jusqu'à l'année 1963.